# Педагогічний процес
Педагогі́чний проце́с — динамічна система, яка об'єднує процеси навчання, виховання, розвитку і самовдосконалення особистості. Процес, сутність якого полягає у забезпеченні єдності навчання, виховання і розвитку на основі цілісності і загальності.

Педагогічний процес — спеціально організована, динамічна взаємодія педагога і дітей, спрямована на забезпечення їх навчання, виховання, розвитку. 
Зміст педагогічного процесу визначається концептуальними засадами освітньо-виховної системи. Головною метою його є раціональна організація навчально-виховної роботи, спрямованої на всебічний розвиток дитини. 
Ідею єдності виховання і навчання, яка визначає цілісність педагогічного процесу, обґрунтував К. Ушинський. Він стверджував, що від комбінації основних елементів найбільше залежить виховна сила школи. 
Російський педагог, психолог Петро Каптерев (1849— 1922), досліджуючи різноманітні особливості взаємодії педагога і вихованців, наголошував, що навчання, освіта, привчання, виховання, настанови, переконання, напучування, вимоги «позначають різні властивості, сторони, засоби і моменти одного великого цілого — педагогічного процесу». 
Педагогічний процес є головною структурною одиницею цілеспрямованої й організованої взаємодії педагога і вихованця, під час якої дитина опановує соціальний досвід. Значною мірою він відрізняється від виховного процесу, що здійснюється постійно під впливом усієї сукупності чинників, які формують особистість. 
Сучасні дослідники розглядають педагогічний процес як динамічну педагогічну систему, спрямовану на вирішення розвивальних і освітніх завдань; передавання соціального досвіду старшими і засвоєння його підростаючими поколіннями шляхом їх взаємодії. 
Сутність педагогічного процесу полягає в єдності навчання, виховання і розвитку. Саме цим обумовлюються його функції: 
— навчальна (формування мотивації, досвіду навчально-пізнавальної та практичної діяльності, засвоєння основ наукових знань, ціннісних орієнтацій особистості); 
— виховна (формування моральних, естетичних якостей і ставлень людини); 
— розвивальна (формування і розвиток психічних процесів, властивостей і якостей особистості). 
Одиницею педагогічного процесу є педагогічне завдання — певна педагогічна ситуація, співвіднесена з метою діяльності й умовами її здійснення. Головними компонентами педагогічного процесу є його суб'єкти: педагог і вихованець. 
Закономірності педагогічного процесу 
Педагогічний-процес не є спонтанним явищем. Він підпорядкований певним об'єктивно існуючим, постійним і необхідним внутрішнім взаємозв'язкам і взаємозалежностям, тобто закономірностям. 
Закономірності педагогічного процесу — об'єктивні, стійкі й істотні зв'язки, які зумовлюють ефективність навчання, виховання, розвитку особистості дитини. 
Ці закономірності відображають стійкі залежності між усіма елементами педагогічного процесу: діяльністю педагога, діяльністю вихованця, об'єктом засвоєння (змістом навчання), виховними, розвивальними впливами. 
До найважливіших закономірностей педагогічного процесу належать: 
1. Органічна єдність навчання, виховання, розвитку. Успішне функціонування кожного із цих компонентів є передумовою ефективності інших: навчання спрямоване на вирішення завдань виховання і розвитку; виховання сприяє розвитку і навчанню; розвиток створює сприятливі передумови для навчання та виховання і є їх результатом. 
2. Змістова, організаційна та операційно-технологічна цілісність. Змістова цілісність педагогічного процесу забезпечується відображенням у меті й змісті освіти досвіду людства, у взаємозв'язку знань (у тому числі про способи дій), умінь і навичок досвіду творчої діяльності, досвіду емоційно-ціннісного ставлення до світу. Організаційна цілісність педагогічного процесу є наслідком єдності процесів освоєння, організації змісту освіти і матеріальної бази; ділової взаємодії педагогів і вихованців щодо змісту освіти і в міжособистісному спілкуванні; самоосвіти та самовиховання. Операційно-технологічна цілісність виявляється у внутрішній цілісності процесів освоєння, організації змісту освіти і матеріальної бази, ділової взаємодії педагога і вихованців, освіти і самоосвіти. 
3. Динамічність. Масштабність усіх наступних змін залежить від змін на попередньому етапі, взаємодія між педагогами і вихованцями вибудовується за «ступеневим» принципом: чим вищі проміжні досягнення, тим вагоміший кінцевий результат. 
4. Залежність досягнутого рівня розвитку особистості від спадковості, навчально-розвивального середовища, включення у навчально-виховну діяльність, ефективності засобів педагогічного впливу. 
5. Єдність внутрішніх мотивів і зовнішніх, у тому числі педагогічних стимулів. 
6. Взаємозв'язок чуттєвого, логічного і практичного. Ефективність його залежить від якості сприймання, логічного осмислення, практичного використання знань і вмінь. 
Ефективність реалізації закономірностей педагогічного процесу залежить від гармонійної єдності його об'єктивних і суб'єктивних чинників, передусім від усвідомлення педагогом своєї місії, уміння організувати продуктивну взаємодію з дітьми, максимально задіяти особистісний потенціал кожного з них, постійного прагнення підняти цю взаємодію на вищий рівень. 
Структура педагогічного процесу 
Ефективність педагогічного процесу залежить і від того, наскільки успішною є реалізація таких його принципів: цілісність підходу до виховання; неперервність виховання; цілеспрямованість у вихованні; інтеграція та диференціація спільної діяльності педагогів і вихованців; природо-відповідність; культуро-відповідність; виховання в діяльності; єдність та адекватність управління і самоуправління; оптимізація (відповідність методів і прийомів діяльності меті й змісту педагогічного процесу, реальній психологічній ситуації); єдність вимог і поваги до особистості дитини. 
Особливе значення має цілісність педагогічного процесу — єдність мети, змісту, методів виховання і навчання, виховання і самовиховання, процесів, етапів та дій. 
Педагогічний процес є внутрішньо вмотивованим, цілісним феноменом, структурні компоненти якого перебувають у стійкій взаємодії і взаємозалежностях. Компонентами його структури є: 
— мета (те, до чого прагнуть педагог і вихованець; у педагогіці мета постає в сукупності концептуальних ідей, на яких вибудовується педагогічний процес); 
— діяльність суб'єктів, які організовують педагогічний процес і беруть у ньому участь; 
— відносини, породжені цією діяльністю, а також освоєне суб'єктом середовище; 
— управління, яке забезпечує інтеграцію компонентів у цілісну систему, розвиток цієї системи. 
За іншими підходами, структуру педагогічного процесу утворюють такі компоненти: 
— цільовий (окреслює мету і завдання, що її конкретизують); 
— змістовий (визначає сукупність ставлень, ціннісних орієнтацій, досвіду діяльності та знань); 
— діяльнісний (характеризує форми, способи, засоби виховної взаємодії, спрямованої на реалізацію мети і завдань, освоєння змісту педагогічного процесу); 
— результативний (уособлює досягнуті результати та ступінь ефективності педагогічного процесу); 
— ресурсний (відображає соціально-економічні, морально-психологічні, гігієнічні умови перебігу педагогічного процесу). 
Безперечно, педагогічний процес не варто розглядати лише як вплив педагога на вихованця, оскільки він є складною системою їхніх взаємовпливів, у якій педагог і дитина фігурують одночасно як суб'єкт і об'єкт. Такий погляд на структуру педагогічного процесу є найближчим до гуманістичних засад навчання і виховання. Згідно з ним складовими педагогічного процесу є: 
1. Цілеспрямована педагогічна діяльність, носієм якої є педагог як системоутворювальна ланка педагогічного процесу. 
2. Дитина, яка як об'єкт педагогічного впливу є індивідуальністю, що розвивається і змінюється відповідно до педагогічних цілей; як суб'єкт педагогічного процесу дитина є особистістю, що розвивається, прагне творчого самовияву, задоволення власних потреб, інтересів і прагнень, здатна до активного засвоєння або неприйняття педагогічних впливів. 
3. Зміст педагогічного процесу, завдяки якому здійснюється соціалізація дитини, формуються система знань, ставлення до світу, мотиви, стимули і форми поведінки, духовні потреби та ціннісні орієнтації. 
4. Організаційно-управлінський комплекс, у межах якого відбуваються всі педагогічні події й факти. 
5. Педагогічна діагностика (визначення стану та життєздатності педагогічного процесу в цілому й окремих його частин). 
6. Результат педагогічного процесу, який є критерієм його ефективності. 
7. Організація взаємодії із суспільним і природним середовищем. 
Те, під яким кутом зору і в яких вимірах розглядає педагог структуру педагогічного процесу, значною мірою залежить від його професійної зрілості, внутрішньої культури, усвідомлення ним своєї місії. 
Педагогічний процес у дошкільній педагогіці характеризується певними особливостями. Його головними структурними компонентами є гра, праця, навчальна діяльність, і підпорядкований він таким вимогам: 
— вирішення завдань виховання і навчання в їх єдності; 
— врахування вікових та індивідуальних особливостей дітей; 
— гуманістична взаємодія вихователя і вихованців; 
— опора на потреби й інтереси дітей; 
— єдність різноманітних видів діяльності дітей; 
— створення розвивального середовища для дитини та ін. 
Організація життя і діяльності дітей залежить від їхніх індивідуальних особливостей, складу групи, в якій виховується дитина.